# Planet Zoo
Planet Zoo è un simulatore gestionale sviluppato e pubblicato da Frontier Developments per Microsoft Windows. Il gioco è una sorta di successore spirituale di giochi come Zoo Tycoon e Zoo Tycoon 2, con una modalità di gioco simile a Planet Coaster, prodotto sempre dalla Frontier. Il gioco è stato pubblicato il 23 marzo 2019 e ha ricevuto recensioni generalmente positive.
Come con Planet Coaster, i critici hanno elogiato Planet Zoo per i suoi strumenti di creazione, la realisticità degli animali e l'attenzione che pone sulla conservazione della fauna selvatica. Tuttavia, il gioco è stato anche criticato per la complessità della sua gestione e dei meccanismi di costruzione, ritenuti eccessivamente impegnativi per alcuni giocatori. Planet Zoo continua a ricevere regolari aggiornamenti e contenuti scaricabili. Fu un successo commerciale, vendendo più di un milione di copie in sei mesi.

## Modalità di gioco
In Planet Zoo il videogiocatore è incaricato di costruire uno zoo. Gli animali, controllati dall'intelligenza artificiale, si comportano realisticamente in modo simile alle loro controparti reali; per esempio, i leoni e alcuni erbivori adottano una "mentalità del branco", dove si formano esemplari dominanti e subordinati, e i lupi e i siamanghi formano dei cori, dove un primo esemplare inizia ad emettere un richiamo finché tutti gli altri non si aggiungono. Ogni specie ha i propri requisiti e bisogni che il videogiocatore deve soddisfare. Inoltre, ogni individuo di ogni specie ha il proprio genoma, che va ad incidere su speranza di vita, dimensione, salute e fertilità. Alcune specie possono essere affette da albinismo o da piebaldismo. Il gioco comprende poi un sistema di riproduzione, con elementi come l'inincrocio che hanno conseguenze negative per i cuccioli nascituri. Il gioco comprende anche una modalità campagna, simile a quella di Planet Coaster.
Oltre a garantire il benessere degli animali, il giocatore deve occuparsi anche della gestione del parco come un'istituzione. Ciò include l'assunzione di personale, la costruzione di servizi per i visitatori e strutture per il personale, perseguire ricerche e lavori di conservazione per le specie minacciate e in via di estinzione. Come Planet Coaster, Planet Zoo fornisce oltre un migliaio di elementi da costruzione come panchine, illuminazione, fiori, alberi e oggetti come singole assi di legno, rocce e tegole. Consentendo a questi elementi di inserirsi l'uno nell'altro, il giocatore può creare da zero edifici elaborati e strutture naturali come cascate e sistemi di grotte. Le strutture personalizzate possono essere caricate come "progetti", e salvati in un proprio archivio, per altri giocatori da scaricare gratuitamente e collocare nei propri zoo tramite Steam Workshop. È anche possibile costruire safari, giri per le barche, monorotaie e cabinovie in tutto lo zoo per il trasporto e per offrire agli ospiti ulteriori modi per visitare il proprio parco. Il gioco presenta un ciclo dinamico giorno/notte, modelli meteorologici e fisica delle feci degli animali.
- Il gioco presenta quattro modalità: sandbox, carriera, sfida e modalità franchising online.[8] La modalità franchising consente al giocatore di costruire più zoo in franchising con un'economia e animali condivisi. Gli animali possono essere acquistati e scambiati con gli zoo di altri giocatori attraverso un mercato online. Le regolari sfide cooperative della comunità online incentrate sulla conservazione (come l'allevamento ed il rilascio di una specie in via d'estinzione entro un certo periodo di tempo) consentono ai giocatori di ricevere "crediti di conservazione", che possono essere riscattati per nuovi animali invece della normale valuta di gioco. Aumentare il livello di conservazione dello zoo attraverso l'esposizione di animali in via di estinzione, cartelli informativi e discorsi educativi è un obiettivo importante del gioco.[9]

## Sviluppo e pubblicazione
Le prime voci sullo sviluppo del gioco cominciarono a circolare quando la Frontier Developments registrò il marchio nell'aprile 2017 di un nuovo videogioco chiamato Planet Safari. Il videogioco è stato ufficialmente annunciato il 24 aprile 2019 e pubblicato il 5 novembre 2019. Oltre alla possibilità di effettuare il pre-ordine del gioco, era possibile pre-ordinare l'edizione deluxe che, oltre a contenuti aggiuntivi, consentiva di giocare in beta access al titolo alcune settimane prima la data di pubblicazione.
Per celebrare il 2º anniversario del gioco, il 4 novembre 2021 è stato aggiunto il primo animale gratuito al gioco, il vari bianconero, insieme ad un chiosco di cup cakes chiamato "Bernie's Bakes" con anche i corrispettivi cartelli. Inoltre, per 72 ore, il chiosco "Loony Ballons" ha venduto ai visitatori dei palloncini unici.
Per il 3º anniversario del gioco, nel 2022, è stato aggiunto il cervo rosso come nuovo animale, insieme a quattro nuovi palloncini acquistabili dai visitatori, raffiguranti i musi di giraffa, tigre, scimpanzé e panda rosso.
Per il 4º anniversario è stato aggiunto il peccary dal collare come nuovo animale gratuito, oltre ai 4 nuovi palloncini di alluminio, raffiguranti i musi di orangutan, peccary, cervo rosso e lemure. Inoltre il negozio "Loony Ballons" venderà ai visitatori, per 24 ore, i palloncini di alluminio "Wippi Abbonibo".
Il 26 marzo 2024 il gioco viene rilasciato su "Planet Zoo: Console Edition", la versione del gioco scaricabile su PlayStation 5 e Xbox.
Per il 5º anniversario viene aggiunto il leopardo africano come nuovo animale gratuito, insieme a dei nuovi cappellini e una torta speciale che i visitatori potranno comprare negli stand appositi.

## Specie animali e DLC
In Planet Zoo sono disponibili più di 100 specie animali, divisi in animali "da habitat" e "da mostra": i primi sono i mammiferi, i grandi rettili e gli uccelli, che hanno bisogno di un habitat che il videogiocatore deve creare da zero, rispettando le necessità delle varie specie, mentre i secondi sono gli insetti, gli aracnidi, i rettili e gli anfibi che vanno collocati nei terrari.
I DLC sono pacchetti aggiuntivi scaricabili da Steam, ognuno di essi è basato su un tema e aggiunge generalmente quattro animali da habitat, uno da mostra, e qualche centinaio di pezzi da costruzione. I pacchetti “animali”, che contengono appunto la parola Animal nel titolo, invece, aggiungono generalmente sette animali da habitat e uno da mostra e pochissimi oggetti, come alcune insegne o un paio di arricchimenti ambientali.
Gioco base:
Rilasciato il 5 novembre 2019 comprende diverse specie tra gli animali più comuni, ma anche alcuni piuttosto rari e a rischio estinzione. Oltre agli animali lo zoo può essere arricchito con vegetazione, negozi, strutture dello staff e costruzioni personalizzabili.
Anaconda gialla · Antilocapra americana · Antilope nera · Bisonte americano · Blatta rinoceronte · Boa costrittore · Bongo · Bonobo · Bufalo nero · Cammello · Centopiedi amazzonico gigante · Cervo rosso · Chiocciola gigante africana · Coccodrillo marino · Crotalo adamantino occidentale · Elefante africano della savana · Elefante indiano · Facocero · Fenicottero rosa · Gaviale del Gange · Ghepardo · Giraffa reticolata · Gnu dalla coda bianca · Gorilla di pianura occidentale · Iena macchiata · Iguana dai tubercoli · Iguana delle Piccole Antille · Ippopotamo · Lemure dalla coda ad anelli · Leone senegalese · Leopardo africano · Leopardo delle nevi · Licaone · Lupo grigio nordoccidentale · Macaco giapponese · Mandrillo · Mostro di Gila · Nyala · Okapi · Orango del Borneo · Orice gazzella · Oritteropo · Orso bruno himalayano · Orso grizzly · Orso nero di Formosa · Panda gigante · Panda minore · Pangolino cinese · Pavone comune · Peccary dal collare · Ragno delle banane · Rana dorata · Rana golia · Rana velenosa di Lehmann · Rinoceronte indiano · Scarabeo golia · Scarabeo titano · Scimpanzé occidentale · Scorpione gigante del deserto · Scorpione gigante della foresta · Serpente bruno orientale · Springbok · Struzzo · Tapiro di Baird · Tarantola golia · Tarantola messicana ginocchia rosse · Tarantola rosa brasiliana · Tartaruga gigante delle Galapagos · Tartaruga gigante di Aldabra · Tigre reale del Bengala · Tigre siberiana · Varano del Nilo · Vari bianconero · Vari rosso · Vipera della morte · Vipera soffiante · Zebra di pianura
Deluxe Upgrade Pack:
Rilasciato il 5 novembre 2019, questo pacchetto comprende tre animali con comportamenti unici, oltre a mettere a disposizione del giocatore un set di sfondi e la colonna sonora originale del gioco.
Drago di Komodo · Gazzella di Thomson · Ippopotamo pigmeo
DLC Arctic Pack:
Rilasciato il 17 dicembre 2019, il pacchetto aggiunge quattro animali nativi del circolo polare artico, oltre a due nuovi scenari e più di 200 tra strutture, negozi e decorazioni a tema invernale/natalizio.
Bighorn bianco · Lupo artico · Orso polare · Renna
DLC South America Pack:
Rilasciato il 7 aprile 2020, il pacchetto aggiunge 5 nuovi animali e oltre 250 elementi tipici delle foreste, dei fiumi e dei templi del continente.
Cebo capuccino · Formichiere gigante · Giaguaro · Lama · Raganella dagli occhi rossi
DLC Australia Pack:
Rilasciato il 25 agosto 2020, il pacchetto aggiunge 5 nuovi animali con comportamenti unici e oltre 230 elementi costruttivi tipici dell'isola.
Canguro rosso · Casuario australiano · Dingo · Koala · Lucertola orientale dalla lingua blu
DLC Acquatic Pack:
Rilasciato l'8 dicembre 2020, il pacchetto, uscito in concomitanza con l'aggiornamento che aggiungeva la funzione del nuoto sotto la superficie dell'acqua, aggiunge 5 nuovi animali e oltre 120 tra elementi, piante acquatiche, strutture e decorazioni.
Caimano nano di Cuvier · Foca grigia · Lontra gigante · Pinguino reale · Tartaruga dal dorso di diamante
DLC Southeast Asia Animal Pack:
Rilasciato il 30 marzo 2021, il pacchetto è il primo a non aggiungere elementi costruttivi, piante o altre costruzioni, se non qualche insegna e arricchimenti ambientali per gli animali aggiunti, ma in compenso aggiunge otto specie di animali:
Babirussa di Sulawesi · Binturong · Cuon · Leopardo nebuloso · Nasica · Orso del sole · Tapiro della Malesia · Insetto foglia gigante
DLC Africa Pack:
Rilasciato il 22 giugno 2021, il pacchetto aggiunge 5 animali e oltre 150 nuovi elementi, piante, decorazioni e arricchimenti ambientali a tema marocchino ed egiziano.
Fennec · Pinguino africano · Rinoceronte bianco meridionale · Suricato · Scarabeo sacro
DLC North America Animal Pack:
Rilasciato il 4 ottobre 2021, il pacchetto segue l'andamento del primo Pacchetto Animali, e non aggiunge elementi costruttivi, piante o altre costruzioni, se non qualche insegna e arricchimenti ambientali per gli animali aggiunti, ma in compenso aggiunge otto nuove specie di animali endemiche del Nord America:
Castoro americano · Otaria della California · Puma · Cane della prateria dalla coda nera · Alligatore americano · Alce · Volpe artica · Rana toro
DLC Europe Pack:
Rilasciato il 14 dicembre 2021, aggiunge 5 animali e oltre 250 nuovi elementi costruttivi, tra cui nuova vegetazione e pezzi da costruzione per ponti tipici dell’Italia, della Francia e della Svizzera.
Stambecco alpino · Lince europea · Daino · Tasso · Salamandra pezzata
DLC Wetlands Animal Pack:
Rilasciato il 12 aprile 2022, come gli altri pacchetti animali non aggiunge oggetti da costruzione o altro, ma solo 8 nuove specie animali che in natura popolano le zone umide e acquitrinose dei vari continenti.
Capibara • Ornitorinco • Lontra nana • Caimano dagli occhiali • Bufalo d'acqua selvatico • Gru della Manciuria • Lichi del Nilo • Tritone crestato del Danubio
DLC Conservation Pack:
Rilasciato il 21 giugno 2022, questo pacchetto aggiunge 5 animali in via d'estinzione e oltre 150 nuovi elementi costruttivi a tema ecologico, oltre che a diversi elementi per le aree di backstage.
Cavallo di Przewalski • Leopardo dell'Amur • Orice dalle corna a sciabola • Siamango • Axolotl
DLC Twilight Pack:
Rilasciato il 18 ottobre 2022, questo pacchetto aggiunge 5 animali crepuscolari e oltre 200 nuovi elementi costruttivi a tema gotico o Halloween. L'update include anche una nuova forma di mostra, chiamata mostra visitabile, in cui i visitatori potranno interagire con i primi animali volanti introdotti in gioco.
Procione • Volpe rossa • Vombato comune • Moffetta comune • Rossetto egiziano
DLC Grasslands Animal Pack:
Rilasciato il 13 dicembre 2022, questo pacchetto aggiunge 8 animali nativi delle praterie e delle steppe dei vari continenti. L'update uscito lo stesso giorno, similmente al precedente, aggiunge una mostra visitabile, questa volta dedicata alle cinque specie di farfalle aggiunte dal DLC, che è quindi la prima esposizione multispecie del gioco.
Lupo dalla criniera • Emù • Caracal • Wallaby dal collo rosso • Armadillo a nove fasce • Iena striata • Gnu comune • Phoebis sennae • Occhio di pavone • Morfo blu • Monarca • Macaone
DLC Tropical Pack:
Rilasciato il 4 aprile 2023, questo pacchetto aggiunge 5 animali dei tropici e oltre 200 nuovi elementi costruttivi che omaggiano l'architettura del sud-est asiatico e balinese, e diverse piante tropicali.
Fossa · Gibbone lar · Potamochero rosso · Varano d'acqua asiatico · Bradipo variegato
DLC Arid Animal Pack:
Rilasciato il 20 giugno 2023, questo pacchetto aggiunge 8 animali dei deserti africani e alcune insegne a loro dedicate.
Dromedario · Addax  · Gazzella dama · Istrice crestato · Gatto delle sabbie · Rinoceronte nero · Asino selvatico della Somalia · Vipera della sabbia
DLC Oceania Pack:
Rilasciato il 19 settembre 2023, questo pacchetto aggiunge 5 animali delle isole dell'Oceania, oltre a più di 200 elementi costruttivi tipici della Polinesia.
Diavolo della Tasmania · Kiwi bruno dell'Isola del Nord  · Pinguino minore blu · Quokka · Volpe volante dagli occhiali
DLC Eurasia Animal Pack:
Rilasciato il 13 dicembre 2023, il pacchetto aggiunge 8 animali europei ed asiatici, oltre ad alcune insegne relative a questi animali:
Bisonte europeo · Cinghiale · Cigno reale · Orso labiato · Ghiottone · Saiga · Takin · Testuggine di Hermann
DLC Barnyard Animal Pack:
Rilasciato il 30 aprile 2024, il pacchetto aggiunge 7 animali domestici, con i quali i visitatori potranno entrare a stretto contatto grazie ad una nuova meccanica di gioco aggiunta nell'aggiornamento dello stesso giorno. Oltre agli animali vengono aggiunti oltre 60 elementi costruttivi a tema agricolo.
Pollo Sussex · Vacca Highlander · Capra alpina · Alpaca · Asino americano · Pecora Hill Radnor · Maiale Tamworth
DLC Zookeper Animal Pack:
Rilasciato il 15 ottobre 2024, il pacchetto aggiunge 7 animali, tra quelli più suggeriti dai giocatori. Oltre agli animali vengono aggiunti oltre 90 elementi costruttivi per abbellire e decorare il proprio zoo.
Gatto di Pallas · Amadriade · Markhor · Orso dagli occhiali · Testuggine africana · Dik dik di Kirk · Sifaka di Coquerel
DLC Americas Animal Pack:
Rilasciato il 15 aprile 2025, il pacchetto aggiunge 7 animali delle Americhe, insieme a 80 nuovi elementi decorativi a tema.
Bighorn • Coyote • Ocelot • Nandù comune • Speoto • Fenicottero rosso • Saki dalla faccia bianca
DLC Asia Animal Pack:
Rilasciato il 25 giugno 2025, il pacchetto aggiunge 7 animali del continente asiatico, insieme a 100 nuovi elementi decorativi a tema.
Tasso del miele • Nilgai • Cane procione • Cervo di Padre David • Elefante del Borneo • Macaco sileno • Antilope cervicapra
Di seguito sono riportati i doppiatori che hanno prestato la voce ai personaggi del videogioco:
| Personaggio     | Doppiatore originale | Doppiatore italiano |
| --------------- | -------------------- | ------------------- |
| Bernard Goodwin | Colin McFarlane      | Marco Balbi         |
| Nancy Jones     | Noni Lewis           | Elisabetta Cesone   |
| Dominic Myers   | Dave Jones           | Valerio Amoruso     |
| Emma Goodwin    | Secunda Wood         | Annalisa Longo      |

## Accoglienza

### Critica
| Testata                           | Giudizio |
| --------------------------------- | -------- |
| GameRankings (media al 8-11-2019) | 80,73%   |
| Destructoid                       | 8,5/10   |
| Game Informer                     | 7/10     |
| GamesRadar+                       | 4/5      |
| Gaming Trend                      | 90/100   |
| Multiplayer.it                    | 8,8/10   |
| PC Gamer                          | 75/100   |
| Wccftech                          | 8,5/10   |

Le recensioni aggregate di Planet Zoo sul sito GameRankings hanno assegnato al videogioco un punteggio medio dell'80,73%% (basato su 11 recensioni).
La testata giornalistica online italiana Multiplayer.it ha assegnato alla trilogia un voto di 8,8/10, plaudendo l'eccezionale editor dei recinti, il design degli animali e la presenza di tanti scenari differenti, per una personalizzazione estrema, notando tuttavia come la modalità campagna non sia particolarmente entusiasmante:

### Premi
Il 19 agosto 2019, in occasione dei Gamescom Awards, Planet Zoo è stato nominato miglior gioco nella sua categoria (simulazione).
| Premio          | Data           | Categoria                         | Risultato |
| --------------- | -------------- | --------------------------------- | --------- |
| Gamescom Awards | 19 agosto 2019 | Miglior videogioco di simulazione | Vincitore |